# HD 72659
HD 72659 är en ensam stjärna belägen i den norra delen av stjärnbilden Vattenormen. Den har en skenbar magnitud av ca 7,46 och kräver åtminstone en stark handkikare för att kunna observeras. Baserat på parallax enligt Gaia Data Release 2 på ca 19,2 mas, beräknas den befinna sig på ett avstånd på ca 170 ljusår (ca 52 parsek) från solen. Den rör sig närmare solen med en heliocentrisk radialhastighet på ca -18 km/s.

## Egenskaper
HD 72659 är en solliknande gul till vit stjärna i huvudserien av spektralklass G2 V. Den har en massa som är ca 1,1 solmassor, en radie som är ca 1,4 solradier och har ca  2,2 gånger solens utstrålning av energi från dess fotosfär vid en effektiv temperatur av ca 6 000 K.

## Planetsystem
En exoplanet upptäcktes 2003 i omloppsbana runt stjärnan med hjälp av dopplermetoden. Den är en superjupiter med excentrisk bana, som har en omloppsperiod kring värdstjärnan av 9,9 år.
| Planet | Massa           | Halv storaxel (AE) | Siderisk omloppstid (d) | Excentricitet | Inklination | Radie |
| ------ | --------------- | ------------------ | ----------------------- | ------------- | ----------- | ----- |
| b      | ≥3,30 ± 0,29 MJ | 4,77 ± 0,37        | 3 630 ± 230             | 0,269 ± 0,038 | -           | -     |